# Apatania intermedia
Apatania intermedia är en nattsländeart som först beskrevs av Nielsen 1950.  Apatania intermedia ingår i släktet Apatania och familjen Apataniidae. Inga underarter finns listade i Catalogue of Life.